# Імунологія
Імуноло́гія (лат. immūnis — звільнений від державної служби і грец. λόγος (logos) — слово; наука) — галузь біомедичних наук, що вивчає усі аспекти імунної системи всіх організмів.

## Історія розвитку
Імунологія зародилась як галузь медичної мікробіології і позиціонувалась як вчення про несприйнятливість організму до захворювань. Початок розвитку імунології відноситься до кінця XVIII століття і пов'язаний з ім'ям Едварда Дженнера (1749—1823), що вперше використав рідину з пухирів коров'ячої віспи для успішної «вакцинації» проти натуральної віспи.
Луї Пастер (1822—1895) розробив технологію атенуації — ослаблення патогенних мікробів. Він виготовив вакцини проти курячої холери, сибірки і сказу.
Ілля Ілліч Мечников (1845—1916) відкрив що деякі клітини багатоклітинних активно захоплюють і перетравлюють мікробів, і назвав це явище фагоцитозом.
Пауль Ерліх (1854—1915) пояснив антимікробні властивості крові присутністю антитіл.
До 1890 р. завдяки роботам Еміля фон Берінга стало відомо, що у відповідь на впровадження мікроорганізмів або їх токсинів в організмі виробляються захисні речовини, що отримали назву антитіл. Роботи цього ученого поклали початок вивченню механізмів гуморального імунітету.
Розвиток імунології довгий час відбувався в рамках мікробіологічної науки і стосувався лише вивчення несприйнятливості організму до інфекційних агентів. Початок XX століття — час виникнення іншої гілки імунологічної науки — імунології неінфекційної. Відправним моментом для розвитку неінфекційної імунології стало виявлення Жулем Борде та Н. Чистовічем факту вироблення антитіл в організмі тварини у відповідь на введення не лише мікроорганізмів, а взагалі чужорідних агентів.
Повне переосмислення ролі імунітету відбулось в 60-х роках ХХ ст., коли під керівництвом англійського імунолога Пітера Медавара було відкрито здатність лімфоцитів реагувати на генетично чужорідний матеріал навіть за найменших ознак чужорідності.
Новий етап розвитку імунології пов'язаний також із ім'ям видатного австралійського вченого Френка Бернета. Розглядаючи імунітет як реакцію, спрямовану на диференціацію всього «свого» від усього «чужого», він підняв питання про значення імунних механізмів у підтримці генетичної цілісності організму в період індивідуального (онтогенетичного) розвитку. Саме Бернет звернув увагу на лімфоцит як основний учасник специфічного імунного реагування, давши йому назву «іммуноціте». Бернет передбачив, а англієць Пітер Медавар і чех Мілан Гашек експериментально підтвердили стан, протилежний імунній реактивності — імунну толерантність. Крім того, Бернет вказав на особливу роль тимуса у формуванні імунної відповіді. І, нарешті, Бернет залишився в історії імунології як творець клонально-селекційної теорії імунітету.

## Розділи імунології
Імунологію поділяють на інфекційну (таку що вивчає механізми захисту від патогенних мікроорганізмів) та неінфекційну (не пов'язана з агентами, що є патогенними).
Імунологія включає розділи:
- імуногенетика
- імуноморфологія
- клітинна і молекулярна імунологія
- імунопатологія
  - алергологія — вивчає аутоімунні хвороби і неадекватні реакції імунної системи (алергія, гіперчутливість).
  - трансплантаційна імунологія вивчає несумісність тканин
- імуноонкологія
- імуногематологія
- імунологія репродукції
- імунологія онтогенезу — досліджує вплив імунітету на індивідуальний розвиток і збереження антигенної сталості
- еволюційна й екологічна імунологія
- імунобіотехнологія — розробляє імунологічні методи утворення медичних препаратів.

Клінічна імунологія — в широкому розумінні практична імунологія.

## Предмет вивчення
Вивчає функціонування імунної системи як в здоровому, так і в хворому стані, аварійні режими імунної системи при імунологічних розладах, фізичні, хімічні та фізіологічні характеристики компонентів імунної системи. Крім того, імунологія має різні застосування в багатьох інших дисциплінах науки.
Варто відзначити, що чи не найбільше імунологія необхідна при трансплантації органів задля передбачення можливих наслідків пересадки.
Сучасна трансплантологія використовує базис імунології для більш ефективного процесу трансплантації — хірургічного методу лікування, що полягає в пересадці реципієнту органа або іншого анатомічного матеріалу, взятого у людини чи у тварини, а також різноманітних штучних імплантатів.
- Автотрансплантація, або автологічна трансплантація — реципієнт трансплантата є його донором для самого себе. Наприклад, аутотрансплантація шкіри з непошкоджених ділянок на обпалені широко застосовується при важких опіках. Аутотрансплантація кісткового мозку або гемопоетичних стовбурових клітин після високодозової протипухлинної хіміотерапії широко застосовується при лейкозах, лімфомах і чутливих до хіміотерапії злоякісних пухлинах.
- Гомотрансплантація, або гомологічна трансплантація — донором трансплантата є 100 % генетично і імунологічно ідентичний реципієнту однояйцевий близнюк реципієнта. Мабуть, у майбутньому, коли навчаться клонувати окремі тканини і вирощувати в лабораторних умовах цілі органи людського тіла із заданими імунологічними характеристиками, всі 100 % трансплантацій органів будуть гомологічними.
- Аллотрансплантація, або гетерологічная трансплантація — донором трансплантата є генетично і імунологічно інший людський організм.
- Ксенотрансплантація, або міжвидова трансплантація — трансплантація органів від тварини іншого біологічного виду, ніж людина.